# Beverage Testing Institute
Das amerikanische Beverage Testing Institute (BTI) veröffentlicht Testberichte über Weine, Biere und Spirituosen. Die Testberichte erscheinen auf der Internetpräsenz, in einem Newsletter und alle zwei Monate in dem gedruckten Magazin Tastings. Die Testberichte werden auch von renommierten (Fach-)Zeitschriften übernommen.
Das Institut wurde 1981 in Chicago gegründet. Es stellt an sich selbst den Anspruch, faire und unparteiische Tests durchzuführen und die Ergebnisse für Verbraucher zu veröffentlichen.

## Beurteilungssystem
Alle Verkoster sind erfahrene Profis, die als Einzelhändler oder Gastwirte tätig oder als Schriftsteller bekannt sind. Zusätzlich müssen sie über besonders gute Kenntnisse in der zu verköstigenden Getränkekategorie verfügen und mit der Blindverkostung vertraut sein.
Getestete Getränke erhalten einen Wert auf einer Punkteskala von bis zu 100 Punkten mit folgender Einteilung:
| Punkte     | Beurteilung                              |
| ---------- | ---------------------------------------- |
| 96 bis 100 | Superlative (Superlative)                |
| 90 bis 95  | Außergewöhnlich (Exceptional)            |
| 85 bis 89  | Sehr empfehlenswert (Highly Recommended) |
| 80 bis 84  | Empfehlenswert (Recommended)             |
| unter 80   | Nicht empfehlenswert (Not Recommended)   |

Zusätzlich gibt es das Prädikat Best Buy für Weine oder Spirituosen mit ungewöhnlich gutem Preis-Leistungs-Verhältnis. Weine, die sich nach Einschätzung des BTI in den nächsten drei bis fünf Jahren deutlich verbessern, erhalten das Prädikat Cellar Selection.

## Bücher
- Marc Dornan (Hrsg.): Buying Guide To Beers: More Than 2000 Beers Reviewed By The Beverage Testing Institute. Sterling Pub. Co., New York, 1999, ISBN 978-0806928630.
- Charles Laverick (Hrsg.): Buying Guide To Wines Of North America: More Than 3000 Wines Reviewed By The Beverage Testing Institute. Sterling Pub. Co., New York, 1999, ISBN 978-0806928579.
- Charles Laverick (Hrsg.): Buying Guide To Inexpensive Wines: More Than 1500 Wines Reviewed By The Beverage Testing Institute. Sterling Pub. Co., New York, 1999, ISBN 978-0806928616.
- Charles Laverick (Hrsg.): Buying Guide To Imported Wines: More Than 3000 Wines Reviewed By The Beverage Testing Institute. Sterling Pub. Co., New York, 1999, ISBN 978-0806928593.
- Alan Ditky (Hrsg.): Buying Guide To Spirits: More Than 1000 Distilled Spirits & Fortified Wines Reviewed By The Beverage Testing Institute. Sterling Pub. Co., New York, 1999, ISBN 978-0806928654.